# Danh sách giám mục Công giáo ngoại quốc quản nhiệm tại Việt Nam
Dưới đây là danh sách 109 giám mục Công giáo ngoại quốc từng quản nhiệm các "giáo phận" tại Việt Nam được xếp theo thời gian nhiệm chức. Tất cả đều là giám mục hiệu tòa và đảm nhiệm chức vụ đại diện Tông Tòa hoặc phó đại diện Tông Tòa cho các hạt đại diện Tông tòa (còn là địa phận hoặc giáo phận Tông Tòa).
Khi Hàng Giáo phẩm Việt Nam ra đời với việc thành lập các giáo phận chính tòa vào năm 1960, về phía các giám mục ngoại quốc, có 4 vị ngừng làm đại diện Tông Tòa và nghỉ hưu (trong số đó, Jean-Baptiste Urrutia Thi của Huế được nâng lên bậc tổng giám mục hiệu tòa), trong khi đó có 2 vị khác được nâng lên bậc giám mục chính tòa là Paul Marcel Piquet Lợi của Nha Trang và Paul Léon Seitz Kim của Kon Tum. Vào năm 1988, có tất cả tám vị được tuyên thánh tử đạo là Berrio Ochoa, OP. Vinh, Etienne Cuénot Thể, Ignacio Delgado, OP. Y, Díaz Sanjurjo, OP. An, Pierre Dumoulin-Borie Cao, Melchor García Sanpedro, OP. Xuyên, Domingo Henares, OP. Minh và Jerónimo Hermosilla, OP. Vọng.
Trong danh sách này, có các giám mục dòng thuộc Dòng Phan Sinh (OFM. 1 vị), Dòng Barnabê (B. 1 vị), Dòng Âu Tinh (OAD. 1 vị), Dòng Đa Minh (OP. 34 vị). Có 70 giám mục triều thuộc Hội Thừa sai Paris (MEP.), và có 2 giám mục triều không thuộc hội đoàn nào. Về sắc tộc thì có một người lai Xiêm La, 1 người Đức, 4 người Ý, 30 người Tây Ban Nha, và 73 người Pháp.
Trong số các giám mục kể trên, chỉ có Pierre Dumoulin-Borie chưa được tấn phong. Ngoài ra, các thông tin về việc bổ nhiệm giám mục cho Pierre-Marie Le Labousse không nhất quán nên tên ông không xuất hiện trong bảng dưới đây.

## Danh sách
| STT | Tên (Năm sinh-năm mất, Hội dòng, nguyên tịch)                                                     | Bổ nhiệm và tấn phong | Khẩu hiệu                                                         | Hạt Đại diện Tông Tòa/Giáo phận Hiệu tòa | Hiệu tòa (Tham khảo) | Thời gian quản nhiệm (Note, stt) |
| --- | ------------------------------------------------------------------------------------------------- | --- | ----------------------------------------------------------------- | --- | -------------------- | -------------------------------- |
| 1   | François Pallu (1626–1684; MEP, Pháp)                                                             | Bổ nhiệm: Ngày 29 tháng 7 năm 1658 (Giám mục Hiệu tòa Bérythe) Bổ nhiệm: Ngày 9 tháng 9 năm 1659 (Đại diện Tông Tòa Hạt Đại diện Tông Tòa Đàng Ngoài) Tấn phong: Ngày 17 tháng 11 năm 1658 Từ nhiệm: Tháng 11 năm 1679 (Đại diện Tông Tòa Hạt Đại diện Tông Tòa Đàng Ngoài) --- Bổ nhiệm: Ngày 1 tháng 4 năm 1680 (Giám quản Tông Toà Nam Hoa) --- Bổ nhiệm: Ngày 15 tháng 4 năm 1680 (Đại diện Tông Tòa Hạt Đại diện Tông Tòa Phúc Kiến) |                                                                   | Hạt Đại diện Tông Tòa Đàng Ngoài (1659–1679) Hiệu tòa Heliopolis (1658–1684) Hạt Đại diện Tông Tòa Nam Hoa (1680–?) Hạt Đại diện Tông Toà Phúc Kiến (1680–1684)        | Heliopolis           | 1658–1680                        |
| 2   | Pierre Lambert de la Motte (1624–1679; MEP; Pháp)                                                 | Bổ nhiệm: Ngày 29 tháng 7 năm 1658 (Giám mục Hiệu tòa Bérythe) Bổ nhiệm: Ngày 9 tháng 9 năm 1659 (Đại diện Tông Tòa Hạt Đại diện Tông Tòa Đàng Trong) Tấn phong: Ngày 11 tháng 6 năm 1660 |                                                                   | Hạt Đại diện Tông Tòa Đàng Trong (1659–1679) Hiệu tòa Bérythe (1658–1679)                                                                                              | Berytus              | 1658–1679                        |
|     | Louis Laneau (1637–1696; MEP; Pháp)                                                               | Tấn phong: Ngày 25 tháng 3 năm 1674 (Giám mục Nam Kinh) |                                                                   | Giám quản Tông Tòa Hạt Đại diện Tông Toà Đàng Trong (1680–1682; 1684–1687) Giám mục Mételopolis (1674–1696)                                                            |                      |                                  |
| 3   | François Deydier Phan (MEP, Pháp)                                                                 | |                                                                   | Đông Đàng Ngoài | Ascalon              | 1679–1693                        |
| 4   | Jacques de Bourges Gia (1630–1714; MEP, Pháp)                                                     | Bổ nhiệm: Ngày 25 tháng 11 năm 1679 (Giám mục Hiệu tòa Auren; Đại diện Tông Tòa Hạt Đại diện Tông Tòa Tây Đàng Ngoài) Tấn phong: Ngày 17 tháng 5 năm 1682 |                                                                   | Hạt Đại diện Tông Tòa Tây Đàng Ngoài (tách ra từ "Đàng Ngoài") (1679–1714) Hiệu tòa Auren (1679–1714)                                                                  | Auzia                | 1679–1714                        |
| 5   | Guillaume Mahot Mão (1630–1684; MEP, Pháp)                                                        | Bổ nhiệm: Ngày 9 tháng 9 năm 1681 (Giám mục Hiệu tòa Bide; Đại diện Tông Tòa Hạt Đại diện Tông Tòa Đàng Trong) Tấn phong: Ngày 26 tháng 10 năm 1682 |                                                                   | Hạt Đại diện Tông Tòa Đàng Trong (1681–1684) Hiệu tòa Bide (1681–1684)                                                                                                 | Bida                 | 1680–1684                        |
|     | Pierre Duchesne (1646–1684; MEP, Pháp)                                                            | Bổ nhiệm: 1682 (Giám mục Hiệu tòa Bérythe; Đại diện Tông Tòa Hạt Đại diện Tông Tòa Đàng Trong) Chưa tấn phong. |                                                                   | Hạt Đại diện Tông Tòa Đàng Trong (1682–1684) Hiệu tòa Bérythe (1682–1684)                                                                                              |                      |                                  |
| 6   | François Perez (1643–1728; Ấn Độ, gốc Tây Ban Nha-Bồ Đào Nha)                                     | Bổ nhiệm: Ngày 30 tháng 1 năm 1687 (Giám mục Hiệu tòa Bugie; Đại diện Tông Tòa Hạt Đại diện Tông Tòa Đàng Trong) Tấn phong: Ngày 29 tháng 7 năm 1691 |                                                                   | Hạt Đại diện Tông Tòa Đàng Trong (1687–1728) Hiệu tòa Bugie (1687–1728)                                                                                                | Bugia                | 1687–1728                        |
| 7   | Raimondo Lezzoli Cao (OP, Ý)                                                                      | |                                                                   | Đông Đàng Ngoài | Olena                | 1696–1706                        |
| 8   | Edme Bélot (1651–1717; MEP, Pháp)                                                                 | Bổ nhiệm: Không rõ (Giám mục Hiệu tòa Basilinopolis; Phó Đại diện Tông Tòa Hạt Đại diện Tông Tòa Tây Đàng Ngoài) Tấn phong: Ngày 20 tháng 10 năm 1696 --- Kế vị: Năm 1714 (Đại diện Tông Tòa Hạt Đại diện Tông Tòa Tây Đàng Ngoài) |                                                                   | Hạt Đại diện Tông Tòa Tây Đàng Ngoài (phó: 1696–1714; 1714–1717) Hiệu tòa Basilinopolis (1714–1717)                                                                    | Basilinopolis        | 1696–1717                        |
| 9   | Charles-Marin Labbé (1638–1723; MEP, Pháp)                                                        | Bổ nhiệm: Ngày 15 tháng 1 năm 1697 (Giám mục Hiệu tòa Tilpolis; Phó Đại diện Tông Tòa Hạt Đại diện Tông Tòa Đàng Trong) Tấn phong: Ngày 24 tháng 2 năm 1704 |                                                                   | Hạt Đại diện Tông Tòa Đàng Trong (1697–1723 (phó)) Hiệu tòa Tilpolis (1697–1723)                                                                                       | Titopolis            | 1697–1723                        |
| 10  | Juan a Santa Cruz Thập (OP, Tây Ban Nha)                                                          | |                                                                   | Đông Đàng Ngoài | Himeria              | 1716–1721                        |
| 11  | Thomas Bottaro a Sextris Tri (OP, Ý)                                                              | |                                                                   | Đông Đàng Ngoài | Nyssa                | 1716–1737                        |
| 12  | François-Gabriel Guisain Chi (1665–1723;MEP, Pháp)                                                | Bổ nhiệm: Ngày 3 tháng 12 năm 1718 (Giám mục Hiệu tòa Laranda; Đại diện Tông Tòa Hạt Đại diện Tông Tòa Tây Đàng Ngoài) Tấn phong: Ngày 4 tháng 5 năm 1721 |                                                                   | Hạt Đại diện Tông Tòa Tây Đàng Ngoài (1718–1723) Hiệu tòa Laranda (1718–1723)                                                                                          | Laranda              | 1718–1723                        |
| 13  | Alexandre de Alexandris (1691–1738; B, Ý)                                                         | Bổ nhiệm: Ngày 23 tháng 9 năm 1725 (Giám mục Hiệu tòa Nabuce; Phó Đại diện Tông Tòa Hạt Đại diện Tông Tòa Đàng Trong) Tấn phong: Ngày 12 tháng 2 năm 1725 --- Kế vị: Ngày 9 tháng 9 năm 1728 (Đại diện Tông Tòa Hạt Đại diện Tông Tòa Đàng Trong) |                                                                   | Hạt Đại diện Tông Tòa Đàng Trong (1725–1728 (phó); 1728–1738) Hiệu tòa Nabuce (1725–1738)                                                                              | Nabala               | 1725–1738                        |
| 14  | Valerian Rist Hy (1696–1737; OFM, Đức)                                                            | Bổ nhiệm: Ngày 25 tháng 9 năm 1735 (Giám mục Hiệu tòa Minden (Minda); Phó Đại diện Tông Tòa Hạt Đại diện Tông Tòa Đàng Trong) Tấn phong: Ngày 28 tháng 4 năm 1737 |                                                                   | Hạt Đại diện Tông Tòa Đàng Trong (1735–1737 (phó)) Hiệu tòa Minden (1735–1737)                                                                                         | Myndus               | 1735–1737                        |
| 15  | Hilario di Jesu Costa Hy (OAD, Ý)                                                                 | |                                                                   | Đông Đàng Ngoài | Corycus              | 1735–1740                        |
| 16  | Louis Néez (1680–1764; MEP, Pháp)                                                                 | Bổ nhiệm: Tháng 9 năm 1738 (Giám mục Hiệu tòa Céomania; Đại diện Tông Tòa Hạt Đại diện Tông Tòa Tây Đàng Ngoài) Tấn phong: Ngày 22 tháng 11 năm 1739 |                                                                   | Hạt Đại diện Tông Tòa Tây Đàng Ngoài (1738–1764) Hiệu tòa Céomania (1738–1764)                                                                                         | Comana Armeniae      | 1738–1764                        |
| 17  | Arnaud-François Lefèbvre (1709–1760; MEP, Pháp)                                                   | Bổ nhiệm: Ngày 6 tháng 10 năm 1741 (Giám mục Hiệu tòa Noélène; Đại diện Tông Tòa Hạt Đại diện Tông Tòa Đàng Trong) Tấn phong: Ngày 6 tháng 1 năm 1743 |                                                                   | Hạt Đại diện Tông Tòa Đàng Trong (1743–1760) Hiệu tòa Noélène (1743–1760)                                                                                              | Nea Aule             | 1741–1760                        |
| 18  | Louis-Marie Deveaux (1711–1756;MEP, Pháp)                                                         | Bổ nhiệm: Không rõ (Giám mục Hiệu tòa Léros; Phó Đại diện Tông Tòa Hạt Đại diện Tông Tòa Tây Đàng Ngoài) Tấn phong: Ngày 1 tháng 5 năm 1746 |                                                                   | Hạt Đại diện Tông Tòa Tây Đàng Ngoài (phó: 1746–1756) Hiệu tòa Léros (1746–1756)                                                                                       | Lerus                | 1745–1756                        |
| 19  | Edmond Bennetat (1713–1761;MEP, Pháp)                                                             | Bổ nhiệm: Năm 1748 (Giám mục Hiệu tòa Eucarpie; Phó Đại diện Tông Tòa Hạt Đại diện Tông Tòa Đàng Trong) Tấn phong: Ngày 1 tháng 5 năm 1748 --- Bổ nhiệm: Khoảng 1756 (Giám mục Hiệu tòa Eucarpie; Phó Đại diện Tông Tòa Hạt Đại diện Tông Tòa Tây Đàng Ngoài) |                                                                   | Hạt Đại diện Tông Tòa Đàng Trong (1748–1756, (phó)) Hạt Đại diện Tông Tòa Tây Đàng Ngoài (1756–1761, (phó)) Hiệu tòa Noélène (1748–1761)                               | Eucarpia             | 1745–1758 1758–1761              |
| 20  | Santiago Hernández Hy (OP, Tây Ban Nha)                                                           | |                                                                   | Đông Đàng Ngoài | Hierocaesarea        | 1757–1777                        |
| 21  | Guillaume Piguel (1722–1771; MEP, Pháp)                                                           | Bổ nhiệm: Ngày 29 tháng 7 năm 1762 (Giám mục Hiệu tòa Canathe; Đại diện Tông Tòa Hạt Đại diện Tông Tòa Đàng Trong) Tấn phong: Ngày 9 tháng 12 năm 1764 |                                                                   | Hạt Đại diện Tông Tòa Đàng Trong (1762–1771) Hiệu tòa Canathe (1762–1771)                                                                                              | Canatha              | 1762–1771                        |
| 22  | Bertrand Reydellet Bê (1722–1780; MEP, Pháp)                                                      | Bổ nhiệm: Tháng 3 năm 1762 (Giám mục Hiệu tòa Gabale; Phó Đại diện Tông Tòa Hạt Đại diện Tông Tòa Tây Đàng Ngoài) --- Kế vị: Ngày 19 tháng 10 năm 1764 (Đại diện Tông Tòa Hạt Đại diện Tông Tòa Tây Đàng Ngoài) Tấn phong: Năm 1765 |                                                                   | Hạt Đại diện Tông Tòa Tây Đàng Ngoài (1762–1764 (phó); 1764–1780) Hiệu tòa Gabale (1762–1780)                                                                          | Gabala               | 1762–1780                        |
| 23  | Jean Davoust (1728–1789; MEP, Pháp)                                                               | Bổ nhiệm: Năm 1771 (Giám mục Hiệu tòa Céram; Phó Đại diện Tông Tòa Hạt Đại diện Tông Tòa Tây Đàng Ngoài) Tấn phong: Ngày 6 tháng 10 năm 1771 --- Kế vị: Năm 1780 (Đại diện Tông Tòa Hạt Đại diện Tông Tòa Tây Đàng Ngoài) |                                                                   | Hạt Đại diện Tông Tòa Tây Đàng Ngoài (1771–1780 (phó); 1780–1789) Hiệu tòa Céram (1771–1789)                                                                           | Ceramus              | 1771–1789                        |
| 24  | Pierre-Joseph-Georges Pigneau de Béhaine Lộc (1741–1799; MEP, Pháp)                               | Bổ nhiệm: Năm 1770 (Giám mục Hiệu tòa Adran; Phó Đại diện Tông Tòa Hạt Đại diện Tông Tòa Đàng Trong) Tấn phong: Ngày 24 tháng 2 năm 1774 --- Kế vị: Ngày 21 tháng 6 năm 1771 (Đại diện Tông Tòa Hạt Đại diện Tông Tòa Đàng Trong) |                                                                   | Hạt Đại diện Tông Tòa Đàng Trong (1770 (phó); 1771–1799) Hiệu tòa Adran (1770–1799)                                                                                    | Adran                | 1771–1799                        |
| 25  | Manuel Obellar (OP, Tây Ban Nha)                                                                  | |                                                                   | Đông Đàng Ngoài | Ruspae               | 1778–1789                        |
| 26  | Jean Labartette An (1744–1823; MEP, Pháp)                                                         | Bổ nhiệm: Năm 1784 (Giám mục Hiệu tòa Véren; Phó Đại diện Tông Tòa Hạt Đại diện Tông Tòa Đàng Trong) Tấn phong: Ngày 21 tháng 9 năm 1793 --- Kế vị: Ngày 9 tháng 10 năm 1799 (Đại diện Tông Tòa Hạt Đại diện Tông Tòa Đàng Trong) |                                                                   | Hạt Đại diện Tông Tòa Đàng Trong (1784–1799 (phó); 1799–1823) Hiệu tòa Adran (1784–1823)                                                                               | Vera                 | 1784–1823                        |
| 27  | Jacques-Benjamin Longer Gia (1752–1831;MEP, Pháp)                                                 | Bổ nhiệm: Ngày 3 tháng 4 năm 1787. (Nhận sắc phong: ngày 10 tháng 12 năm 1790) (Giám mục Hiệu tòa Gortyne; Phó Đại diện Tông Tòa Hạt Đại diện Tông Tòa Tây Đàng Ngoài) Tấn phong: Ngày 30 tháng 9 năm 1792 --- Kế vị: Năm 1789 (Đại diện Tông Tòa Hạt Đại diện Tông Tòa Tây Đàng Ngoài) |                                                                   | Hạt Đại diện Tông Tòa Tây Đàng Ngoài (1787–1789 (phó); 1789–1831) Hiệu tòa Gortyne (1787–1831)                                                                         | Gortyna              | 1787–1831                        |
| 28  | Feliciano Alonso Phê (OP, Tây Ban Nha)                                                            | |                                                                   | Đông Đàng Ngoài | Fesseë               | 1790–1799                        |
| 29  | Charles La Mothe Hậu (1751–1816; MEP, Pháp)                                                       | Bổ nhiệm: Không rõ (Giám mục Hiệu tòa Castoria; Phó Đại diện Tông Tòa Hạt Đại diện Tông Tòa Tây Đàng Ngoài) Tấn phong: Ngày 10 tháng 4 năm 1796 |                                                                   | Hạt Đại diện Tông Tòa Tây Đàng Ngoài (1796?–1816 (phó)) Hiệu tòa Castoria (1796?–1816)                                                                                 | Castoria             | 1793–1816                        |
| 30  | Ignacio Clemente Delgado Cebrián Y (OP, Tây Ban Nha)                                              | |                                                                   | Đông Đàng Ngoài | Milopotamos          | 1794–1838                        |
| 32  | Domingo Henares Minh (OP, Tây Ban Nha)                                                            | |                                                                   | Đông Đàng Ngoài | Fesseë               | 1800–1838                        |
|     | Pierre-Marie Le Labousse, (1759–1801; MEP, Pháp)                                                  | Bổ nhiệm: Năm 1801 (Phó Đại diện Tông Tòa Hạt Đại diện Tông Tòa Đàng Trong) Chưa tấn phong. |                                                                   | Hạt Đại diện Tông Tòa Đàng Trong (1801 (phó)) |                      |                                  |
| 31  | Jean-André Doussain (1756–1809; MEP, Pháp)                                                        | Bổ nhiệm: Năm 1807 (Giám mục Hiệu tòa Adran; Phó Đại diện Tông Tòa Hạt Đại diện Tông Tòa Đàng Trong) Tấn phong: Ngày 2 tháng 10 năm 1808 |                                                                   | Hạt Đại diện Tông Tòa Đàng Trong (1807–1809 (phó)) Hiệu tòa Adran (1807–1809)                                                                                          | Adraa                | 1798–1809                        |
| 33  | Jean-Jacques Guérard Đoan (1761–1823; MEP, Pháp)                                                  | Bổ nhiệm: Năm 1816 (Giám mục Hiệu tòa Castoria; Phó Đại diện Tông Tòa Hạt Đại diện Tông Tòa Tây Đàng Ngoài) Tấn phong: Ngày 25 tháng 7 năm 1816. |                                                                   | Hạt Đại diện Tông Tòa Tây Đàng Ngoài (1816–1823 (phó)) Hiệu tòa Castoria (1816–1823)                                                                                   | Castoria             | 1816–1823                        |
| 34  | Jean-Joseph Audemar (1757–1821; MEP, Pháp)                                                        | Bổ nhiệm: Năm 1817 (Giám mục Hiệu tòa Adran; Phó Đại diện Tông Tòa Hạt Đại diện Tông Tòa Đàng Trong) Tấn phong: Ngày 29 tháng 3 năm 1818 |                                                                   | Hạt Đại diện Tông Tòa Đàng Trong (1817–1821 (phó)) Hiệu tòa Adran (1817–1821)                                                                                          | Adraa                | 1818–1821                        |
| 35  | Jean-François Ollivier Phan (1791–1827; MEP, Pháp)                                                | Bổ nhiệm: Khoảng 1823. (Giám mục Hiệu tòa Castorie; Phó Đại diện Tông Tòa Hạt Đại diện Tông Tòa Tây Đàng Ngoài) Tấn phong: Ngày 21 tháng 8 năm 1825. |                                                                   | Hạt Đại diện Tông Tòa Tây Đàng Ngoài (1823?–1827 (phó)) Hiệu tòa Castorie (1823?–1827)                                                                                 | Castoria             | 1824–1827                        |
| 36  | Jean-Louis Taberd (1794–1840; MEP, Pháp)                                                          | Bổ nhiệm: Ngày 19 tháng 8 năm 1827 (Giám mục Hiệu tòa Isauropolis; Đại diện Tông Tòa Hạt Đại diện Tông Tòa Đàng Trong) Tấn phong: Ngày 30 tháng 5 năm 1830 -- Bổ nhiệm: Năm 1838 Giám quản Hạt Đại diện Tông Toa Bengal, Ấn Độ. |                                                                   | Hạt Đại diện Tông Tòa Đàng Trong (1827–1840) Hạt Đại diện Tông Tòa Bengale, Ấn Độ (1838–1840) Hiệu tòa Isauropolis (1827–1840)                                         | Isauropolis          | 1827–1840                        |
| 37  | Joseph-Marie-Pélagie Havard Giu (1790–1838; MEP, Pháp)                                            | Bổ nhiệm: Năm 1829. (Giám mục Hiệu tòa Castorie; Phó Đại diện Tông Tòa Hạt Đại diện Tông Tòa Tây Đàng Ngoài) Tấn phong: Ngày 28 tháng 8 năm 1829 --- Kế vị: Năm 1831 (Đại diện Tông Tòa Hạt Đại diện Tông Tòa Tây Đàng Ngoài) |                                                                   | Hạt Đại diện Tông Tòa Tây Đàng Ngoài (1829–1831 (phó); 1831–1838) Hiệu tòa Gortyne (1839–1838)                                                                         | Castoria             | 1828–1838                        |
| 38  | Pierre-Rose-Ursule Dumoulin-Borie Cao (1808–1838; MEP, Pháp) Thánh tử đạo của Giáo hội Công giáo. | Bổ nhiệm: Năm 1838. (Giám mục Hiệu tòa Acanthe; Đại diện Tông Tòa Hạt Đại diện Tông Tòa Tây Đàng Ngoài) Chưa tấn phong. |                                                                   | Hạt Đại diện Tông Tòa Tây Đàng Ngoài (1838) Hiệu tòa Acanthe (1838) | Achantus             | 1836–1838                        |
| 39  | Pierre-André Retord Liêu (1803–1858; MEP, Pháp)                                                   | Bổ nhiệm: Không rõ (Giám mục Hiệu tòa Acanthe; Đại diện Tông Tòa Hạt Đại diện Tông Tòa Tây Đàng Ngoài) Tấn phong: Ngày 31 tháng 5 năm 1840 | "Xin cho con say mê Thánh Giá"                                    | Tây Đàng Ngoài | Achantus             | 1838–1858                        |
| 40  | Romualdo Jimeno Ballesteros Liêm (OP, Tây Ban Nha)                                                | |                                                                   | Đông Đàng Ngoài | Ruspae               | 1839–1845                        |
| 41  | Jerónimo Hermosilla Vọng (Liêm) (OP, Tây Ban Nha)                                                 | |                                                                   | Đông Đàng Ngoài | Miletopolis          | 1839–1861                        |
| 42  | Jean-Denis Gauthier Hậu (MEP, Pháp)                                                               | |                                                                   | Tây Đàng Ngoài Nam Đàng Ngoài | Emmaüs               | 1839–1846 1846–1877              |
| 43  | Etienne-Théodore Cuénot Thể (Tri) (1804–1861; MEP, Pháp) Thánh tử đạo của Giáo hội Công giáo.     | Bổ nhiệm: Năm 1835 (Giám mục Hiệu tòa Metellopolis; Phó Đại diện Tông Tòa Hạt Đại diện Tông Tòa Đàng Trong) Tấn phong: Ngày 3 tháng 5 năm 1835 --- Kế vị: Ngày 31 tháng 7 năm 1840 (Đại diện Tông Tòa Hạt Đại diện Tông Tòa Đàng Trong) |                                                                   | Hạt Đại diện Tông Tòa Đàng Trong (1840–1844) Hạt Đại diện Tông Tòa Đông Đàng Trong (tách ra từ "Đàng Trong") (1844–1861) Hiệu tòa Metellopolis (1840–1861)             | Metellopolis         | 1831–1844 1844–1861              |
| 45  | Dominique Lefèbvre Ngãi (1810–1865; MEP, Pháp)                                                    | Bổ nhiệm: Không rõ (Giám mục Hiệu tòa Isauropolis; Phó Đại diện Tông Tòa Hạt Đại diện Tông Tòa Đàng Trong) Tấn phong: Ngày 1 tháng 8 năm 1841 --- Bổ nhiệm: Ngày 2 tháng 3 năm 1844 (Đại diện Tông Tòa Hạt Đại diện Tông Tòa Tây Đàng Trong) |                                                                   | Hạt Đại diện Tông Tòa Đàng Trong (1841–1844 (phó)) Hạt Đại diện Tông Tòa Tây Đàng Trong (tách ra từ "Đàng Trong") (1844–1864) Hiệu tòa Isauropolis (1841–1865)         | Isauropolis          | 1844–1864                        |
| 44  | François-Marie-Henri-Agathon Pellerin Phan (1813–1862;MEP, Pháp)                                  | Bổ nhiệm: Không rõ (Giám mục Hiệu tòa Biblos; Phó Đại diện Tông Tòa Hạt Đại diện Tông Tòa Đông Đàng Trong) Tấn phong: Ngày 4 tháng 10 năm 1846 --- Bổ nhiệm: Ngày 28 tháng 8 năm 1850 (Đại diện Tông Tòa Hạt Đại diện Tông Tòa Bắc Đàng Trong) |                                                                   | Hạt Đại diện Tông Tòa Đông Đàng Trong (1846(?)–1850 (phó)) Hạt Đại diện Tông Tòa Bắc Đàng Trong (tách ra từ "Đông Đàng Trong") (1850–1862) Hiệu tòa Biblos (1841–1862) | Hierapolis           | 1844–1850 1850–1862              |
| 46  | Jean-Claude Miche Mịch (1805–1873; MEP, Pháp)                                                     | Bổ nhiệm: Năm 1864 (Giám mục Hiệu tòa Dansara; Đại diện Tông Tòa Hạt Đại diện Tông Tòa Tây Đàng Trong) Tấn phong: Ngày 13 tháng 6 năm 1847 |                                                                   | Hạt Đại diện Tông Tòa Nam Vang (1860–1864) Hạt Đại diện Tông Tòa Tây Đàng Trong (tách ra từ "Đàng Trong") (1864–1873) Hiệu tòa Dansara (1847–1873)                     | Dausara              | 1844–1873                        |
| 47  | Charles-Hubert Jeantet Khiêm (1792–1866;MEP, Pháp)                                                | Bổ nhiệm: Không rõ (Giám mục Hiệu tòa Pentacomie; Phó Đại diện Tông Tòa Hạt Đại diện Tông Tòa Tây Đàng Ngoài) Tấn phong: Ngày 31 tháng 1 năm 1847 --- Kế vị: Năm 1858. (Đại diện Tông Tòa Hạt Đại diện Tông Tòa Tây Đàng Ngoài) |                                                                   | Hạt Đại diện Tông Tòa Tây Đàng Ngoài (1847–1858 (phó); 1858–1866) Hiệu tòa Pentacomie (1847–1866)                                                                      | Pentacomia           | 1846–1866                        |
| 48  | Domingo Martí Gia (OP, Tây Ban Nha)                                                               | |                                                                   | Đông Đàng Ngoài Trung Đàng Ngoài | Tricomia             | 1847–1848 1848–1852              |
| 49  | Guillaume-Clément Masson (MEP, Pháp)                                                              | |                                                                   | Nam Đàng Ngoài | Laranda              | 1848–1853                        |
| 50  | José María Díaz Sanjurjo An (OP, Tây Ban Nha)                                                     | |                                                                   | Trung Đàng Ngoài | Plataea              | 1848–1857                        |
| 51  | Hilarión Alcázar Hy (OP, Tây Ban Nha)                                                             | |                                                                   | Đông Đàng Ngoài | Paphus               | 1848–1870                        |
| 52  | Joseph-Hyacinthe Sohier Bình (1818–1876; MEP, Pháp)                                               | Bổ nhiệm: Không rõ (Giám mục Hiệu tòa Gadare; Phó Đại diện Tông Tòa Hạt Đại diện Tông Tòa Bắc Đàng Trong) Tấn phong: Ngày 17 tháng 8 năm 1851 --- Kế vị: Ngày 13 tháng 9 năm 1862 (Đại diện Tông Tòa Hạt Đại diện Tông Tòa Bắc Đàng Trong) |                                                                   | Hạt Đại diện Tông Tòa Bắc Đàng Trong (1851–1862 (phó); 1861–1876) Hiệu tòa Gadare (1851–1876)                                                                          | Gadara               | 1850–1876                        |
| 53  | Melchor García Sanpedro Xuyên (OP, Tây Ban Nha)                                                   | |                                                                   | Trung Đàng Ngoài | Tricomia             | 1853–1858                        |
| 54  | Valentín Faustino Berrio Ochoa Vinh (OP, Tây Ban Nha)                                             | |                                                                   | Trung Đàng Ngoài | Centuria             | 1857–1861                        |
| 55  | Joseph-Simon Theurel Chiêu (1829–1868;MEP, Pháp)                                                  | Bổ nhiệm: Năm 1858 (Giám mục Hiệu tòa Acanthe; Phó Đại diện Tông Tòa Hạt Đại diện Tông Tòa Tây Đàng Ngoài) Tấn phong: Ngày 6 tháng 3 năm 1859 --- Kế vị: Ngày 24 tháng 7 năm 1866 (Đại diện Tông Tòa Hạt Đại diện Tông Tòa Tây Đàng Ngoài) | "Xin cho con say sưa Thánh Giá"                                   | Hạt Đại diện Tông Tòa Tây Đàng Ngoài (1858–1866 (phó); 1866–1868) Hiệu tòa Acanthe (1858–1868)                                                                         | Achantus             | 1859–1868                        |
| 56  | Gaspar Fernández Trí (OP, Tây Ban Nha)                                                            | |                                                                   | Đông Đàng Ngoài | Miletopolis          | 1863–1869                        |
| 57  | Eugène-Étienne Charbonnier Trí (Đoài) (1821–1878; MEP, Pháp)                                      | Bổ nhiệm: Không rõ (Giám mục Hiệu tòa Domitiopolis; Đại diện Tông Tòa Hạt Đại diện Tông Tòa Đông Đàng Trong) Tấn phong: Ngày 27 tháng 12 năm 1864 |                                                                   | Hạt Đại diện Tông Tòa Đông Đàng Trong (1864? –1878) Hiệu tòa Domitiopolis (1864? –1878)                                                                                | Dometiopolis         | 1864–1878                        |
| 58  | Bernabé García Cezón Khang (OP, Tây Ban Nha)                                                      | |                                                                   | Trung Đàng Ngoài | Byblus               | 1864–1879                        |
| 59  | Manuel Ignacio Riaño Hòa (OP, Tây Ban Nha)                                                        | |                                                                   | Trung Đàng Ngoài | Thaumacus            | 1866–1884                        |
| 60  | Yves-Marie Croc Hòa (MEP, Pháp)                                                                   | |                                                                   | Nam Đàng Ngoài | Laranda              | 1866–1885                        |
| 61  | Paul-François Puginier Phước (1835–1892; MEP, Pháp)                                               | Bổ nhiệm: Tháng 12 năm 1867. (Giám mục Hiệu tòa Mauricastre; Phó Đại diện Tông Tòa Hạt Đại diện Tông Tòa Tây Đàng Ngoài) Tấn phong: Ngày 26 tháng 1 năm 1868. --- Kế vị: Ngày 3 tháng 11 năm 1868. (Đại diện Tông Tòa Hạt Đại diện Tông Tòa Tây Đàng Ngoài) |                                                                   | Hạt Đại diện Tông Tòa Tây Đàng Ngoài (1868 (phó); 1868–1892) Hiệu tòa Mauricastre (1868–1892)                                                                          | Mauricastro          | 1866–1892                        |
| 62  | Antonio Colomer Lễ (OP, Tây Ban Nha)                                                              | |                                                                   | Đông Đàng Ngoài Bắc Đàng Ngoài | Themiscyra           | 1870–1883 1883–1902              |
| 63  | Isidore-François-Joseph Colombert Mỹ (1838–1894; MEP, Pháp)                                       | Bổ nhiệm: Không rõ (Giám mục Hiệu tòa Samosate) Tấn phong: Ngày 25 tháng 7 năm 1872 --- Kế vị: Ngày 1 tháng 12 năm 1873 (Đại diện Tông Tòa Hạt Đại diện Tông Tòa Tây Đàng Trong) |                                                                   | Hạt Đại diện Tông Tòa Tây Đàng Trong (tách ra từ "Đàng Trong") (1873–1894) Hiệu tòa Dansara (1872–1894)                                                                | Samosata             | 1872–1894                        |
| 64  | José Terrés Hiến (OP, Tây Ban Nha)                                                                | |                                                                   | Đông Đàng Ngoài | Cidyessus            | 1874–1906                        |
| 65  | Martin-Jean Pontvianne Phong (1839–1879; MEP, Pháp)                                               | Bổ nhiệm: Ngày 31 tháng 8 năm 1877 (Giám mục Hiệu tòa Botra; Đại diện Tông Tòa Hạt Đại diện Tông Tòa Bắc Đàng Trong) Tấn phong: Ngày 12 tháng 5 năm 1878 |                                                                   | Hạt Đại diện Tông Tòa Bắc Đàng Trong (1877–1879) Hiệu tòa Botra (1877–1879)                                                                                            | Botrys               | 1877–1879                        |
| 66  | Louis-Marie Galibert Lợi (1845–1883; MEP, Pháp)                                                   | Bổ nhiệm: Không rõ (Giám mục Hiệu tòa Eno; Đại diện Tông Tòa Hạt Đại diện Tông Tòa Đông Đàng Trong) Tấn phong: Ngày 26 tháng 10 năm 1879 |                                                                   | Hạt Đại diện Tông Tòa Đông Đàng Trong (1878? –1883) Hiệu tòa Eno (1878? –1883)                                                                                         | Aenus                | 1879–1883                        |
| 67  | Marie-Antoine-Louis Caspar Lộc (1841–1917; MEP, Pháp)                                             | Bổ nhiệm: Khoảng 1879–1880. (Giám mục Hiệu tòa Canathe; Đại diện Tông Tòa Hạt Đại diện Tông Tòa Bắc Đàng Trong) Tấn phong: Ngày 24 tháng 8 năm 1880 |                                                                   | Hạt Đại diện Tông Tòa Bắc Đàng Trong (1879?–1907) Hiệu tòa Canathe (1879?–1907)                                                                                        | Canatha              | 1880–1907                        |
| 68  | Wenceslao Oñate Thuận (OP, Tây Ban Nha)                                                           | |                                                                   | Trung Đàng Ngoài | Hypsus               | 1882–1897                        |
| 69  | Désiré-François-Xavier Van Camelbeke Hân (1839–1901; MEP, Pháp)                                   | Bổ nhiệm: Ngày 15 tháng 1 năm 1884 (Giám mục Hiệu tòa Hiérocésarée; Đại diện Tông Tòa Hạt Đại diện Tông Tòa Đông Đàng Trong) Tấn phong: Ngày 27 tháng 4 năm 1884 |                                                                   | Hạt Đại diện Tông Tòa Đông Đàng Trong (1884–1901) Hiệu tòa Hiérocésarée (1884–1901)                                                                                    | Hierocaesarea        | 1884–1901                        |
| 70  | Louis-Marie Pineau Trị (MEP, Pháp)                                                                | |                                                                   | Nam Đàng Ngoài | Calama               | 1886–1910                        |
| 71  | Pierre-Jean-Marie Gendreau Đông (MEP, Pháp)                                                       | Bổ nhiệm: Năm 1887. (Giám mục Hiệu tòa Chrysipolis; Phó Đại diện Tông Tòa Hạt Đại diện Tông Tòa Tây Đàng Ngoài) Tấn phong: Ngày 16 tháng 10 năm 1887. --- Kế vị: Ngày 25 tháng 4 năm 1892. (Đại diện Tông Tòa Hạt Đại diện Tông Tòa Tây Đàng Ngoài) |                                                                   | Hạt Đại diện Tông Tòa Tây Đàng Ngoài (từ năm 1924, đổi tên thành "Hạt Đại diện Tông Toà Hà Nội"). (1887–1892 (phó); 1892–1935) Hiệu tòa Chrysipolis (1887–1935)        | Chrysopolis          | 1887–1924 1924–1935              |
| 72  | Maximino Velasco Khâm (OP, Tây Ban Nha)                                                           | |                                                                   | Bắc Đàng Ngoài | Amorium              | 1889–1924                        |
| 73  | Jean-Marie Dépierre Để (1855–1898; MEP, Pháp)                                                     | Bổ nhiệm: Không rõ. (Giám mục Hiệu tòa Benda; Đại diện Tông Tòa Hạt Đại diện Tông Tòa Tây Đàng Trong) Tấn phong: Ngày 12 tháng 4 năm 1895 |                                                                   | Hạt Đại diện Tông Tòa Tây Đàng Trong (1895–1898) Hiệu tòa Benda (1895–1898)                                                                                            | Benda                | 1895–1898                        |
| 74  | Jean-Pierre-Alexandre Marcou Thành (MEP, Pháp)                                                    | |                                                                   | Tây Đàng Ngoài Duyên hải Bắc Kỳ Phát Diệm | Lysias               | 1895–1901 1901–1924 1924–1935    |
| 75  | Paul-Marie Ramond Lộc (MEP, Pháp)                                                                 | |                                                                   | Thượng du Bắc Kỳ Hưng Hóa | Linoë                | 1895–1924 1924–1938              |
| 76  | Máximo Fernández Định (OP, Tây Ban Nha)                                                           | |                                                                   | Trung Đàng Ngoài | Attuda               | 1898–1907                        |
| 77  | Lucien-Emile Mossard Mão (1851–1920; MEP, Pháp)                                                   | Bổ nhiệm: Khoảng 1898–1899 (Giám mục Hiệu tòa Medéa; Đại diện Tông Tòa Hạt Đại diện Tông Tòa Tây Đàng Trong) Tấn phong: Ngày 1 tháng 5 năm 1899 |                                                                   | Hạt Đại diện Tông Tòa Tây Đàng Trong (1898(?)–1920) Hiệu tòa Medéa (1898(?)–1920)                                                                                      | Medea                | 1898–1920                        |
| 78  | Damien Grangeon Mẫn (1857–1933; MEP, Pháp)                                                        | Bổ nhiệm: Ngày 21 tháng 3 năm 1902 (Giám mục Hiệu tòa Utine; Đại diện Tông Tòa Hạt Đại diện Tông Tòa Đông Đàng Trong) Tấn phong: Ngày 9 tháng 6 năm 1902 |                                                                   | Hạt Đại diện Tông Tòa Đông Đàng Trong (1902–1929; Đổi thành Hạt Đại diện Tông Toà Qui Nhơn từ 1924) Hiệu tòa Utine (1902–1933)                                         | Uthina               | 1902–1924 1924–1929              |
| 79  | Nicasio Arellano Huy (OP, Tây Ban Nha)                                                            | |                                                                   | Đông Đàng Ngoài | Cucusus              | 1906–1919                        |
| 80  | Pedro Muñagorri y Obineta Trung (OP, Tây Ban Nha)                                                 | |                                                                   | Trung Đàng Ngoài Bùi Chu | Pityus               | 1907–1924 1924–1936              |
| 81  | Eugène-Marie-Joseph Allys Lý (1832–1936; MEP, Pháp)                                               | Bổ nhiệm: Không rõ. (Giám mục Hiệu tòa Phacuse; Đại diện Tông Tòa Hạt Đại diện Tông Tòa Bắc Đàng Trong) Tấn phong: Ngày 24 tháng 5 năm 1902 |                                                                   | Hạt Đại diện Tông Tòa Bắc Đàng Trong (Huế (từ năm 1924); 1902?–1931?) Hiệu tòa Phacuse (1902?–1934)                                                                    | Phacusa              | 1908–1924 1924–1931              |
| 82  | François Belleville Thọ (MEP, Pháp)                                                               | |                                                                   | Nam Đàng Ngoài | Amisus               | 1911–1912                        |
| 83  | Constant Philomène Jeanningros Vị (1870–1921; MEP, Pháp)                                          | Bổ nhiệm: Ngày 24 tháng 8 năm 1911 (Giám mục Hiệu tòa Havera; Phó Đại diện Tông Tòa Hạt Đại diện Tông Tòa Đông Đàng Trong) Tấn phong: Ngày 25 tháng 1 năm 1912 |                                                                   | Hạt Đại diện Tông Tòa Đông Đàng Trong (1911–1921 (phó)) Hiệu tòa Havera (1911–1921)                                                                                    | Hauara               | 1911–1921                        |
| 84  | Louis-Marie-Henri-Joseph Bigolet Kính (1872–1923;MEP, Pháp)                                       | Bổ nhiệm: Không rõ. (Giám mục Hiệu tòa Acanthe; Phó Đại diện Tông Tòa Hạt Đại diện Tông Tòa Tây Đàng Ngoài) Tấn phong: Ngày 12 tháng 11 năm 1911. |                                                                   | Hạt Đại diện Tông Tòa Tây Đàng Ngoài. (1911–1923 (phó) Hiệu tòa Acanthe (1911–1923)                                                                                    | Antiphrae            | 1911–1923                        |
| 85  | Victor-Charles Quinton Tôn (1866–1924; MEP, Pháp)                                                 | Bổ nhiệm: Năm 1912 (Giám mục Hiệu tòa Laranda; Phó Đại diện Tông Tòa Hạt Đại diện Tông Tòa Tây Đàng Trong) Tấn phong: Ngày 15 tháng 4 năm 1913 --- Kế vị: Ngày 11 tháng 2 năm 1920 (Đại diện Tông Tòa Hạt Đại diện Tông Tòa Tây Đàng Trong) |                                                                   | Hạt Đại diện Tông Tòa Tây Đàng Trong (1912–1920 (phó); 1920–1924) Hiệu tòa Laranda (1912–1924)                                                                         | Laranda              | 1912–1924                        |
| 86  | André Léonce Joseph Eloy Bắc (MEP, Pháp)                                                          | |                                                                   | Nam Đàng Ngoài Vinh | Magydus              | 1912–1924 1924–1947              |
| 87  | Teodoro Gordaliza y Sánchez Phúc (OP, Tây Ban Nha)                                                | |                                                                   | Bắc Đàng Ngoài Bắc Ninh | Abdera               | 1915–1924 1924–1931              |
| 88  | Francisco Ruiz de Azúa Ortiz de Zárate (OP, Tây Ban Nha)                                          | |                                                                   | Đông Đàng Ngoài Hải Phòng | Cardicium            | 1917–1924 1924–1929              |
| 89  | Louis-Christian-Marie de Cooman Hành (MEP, Pháp)                                                  | |                                                                   | Duyên hải Bắc Kỳ Phát Diệm Thanh Hóa | Tacia Montana        | 1917–1924 1924–1932 1932–1960    |
| 90  | Isidore-Marie-Joseph Dumortier Đượm (1869–1940; MEP, Pháp)                                        | Bổ nhiệm: Không rõ (Giám mục Hiệu tòa Lipara; Đại diện Tông Tòa Hạt Đại diện Tông Tòa Sài Gòn (Tây Đàng Trong cũ)) Tấn phong: Ngày 7 tháng 12 năm 1925 |                                                                   | Hạt Đại diện Tông Tòa Sài Gòn (1924(?)–1940) Hiệu tòa Lipara (1924(?)–1940)                                                                                            | Lipara               | 1925–1940                        |
| 91  | François Chaize Thịnh (1882–1949; MEP, Pháp)                                                      | Bổ nhiệm: Ngày 12 tháng 5 năm 1925. (Giám mục Hiệu tòa Alabanda; Phó Đại diện Tông Tòa Hạt Đại diện Tông Toà Hà Nội) Tấn phong: Ngày 22 tháng 11 năm 1925. --- Kế vị: Ngày 7 tháng 2 năm 1935. (Đại diện Tông Tòa Hạt Đại diện Tông Toà Hà Nội) |                                                                   | Hạt Đại diện Tông Tòa Hà Nội (1925–1935 (phó); 1935–1949) Hiệu tòa Alabanda (1925–1949)                                                                                | Alabanda             | 1925–1949                        |
| 92  | Augustin-Marie Tardieu Phú (1872–1942; MEP, Pháp)                                                 | Bổ nhiệm: Ngày 19 tháng 12 năm 1929 (Giám mục Hiệu tòa Vada; Đại diện Tông Tòa Hạt Đại diện Tông Tòa Qui Nhơn) Tấn phong: Ngày 1 tháng 5 năm 1930 |                                                                   | Hạt Đại diện Tông Tòa Qui Nhơn (1929–1940) Hiệu tòa Vada (1929–1940)                                                                                                   | Vada                 | 1929–1942                        |
| 93  | Alejandro García y Fontcuberta (OP, Tây Ban Nha)                                                  | |                                                                   | Hải Phòng | Anthedon             | 1930–1933                        |
| 94  | Alexandre-Paul-Marie Chabanon Giáo (1873–1936; MEP, Pháp)                                         | Bổ nhiệm: Không rõ. (Giám mục Hiệu tòa Bitylle; Phó Đại diện Tông Tòa Hạt Đại diện Tông Tòa Huế) Tấn phong: Ngày 26 tháng 6 năm 1930 --- Kế vị: Tháng 6 năm 1931 (Đại diện Tông Tòa Hạt Đại diện Tông Tòa Huế) |                                                                   | Hạt Đại diện Tông Tòa Huế (1930–1931 (phó); 1931–1936) Hiệu tòa Bitylle (1930–1936)                                                                                    | Bitylius             | 1930–1936                        |
| 95  | Eugenio Artaraz Emaldi (OP, Tây Ban Nha)                                                          | |                                                                   | Bắc Ninh | Cotenna              | 1932–1947                        |
| 96  | Francisco Gomez de Santiago Lễ (OP, Tây Ban Nha)                                                  | |                                                                   | Hải Phòng | Dausara              | 1932–1952                        |
| 97  | Martial-Pierre-Marie Jannin Phước (1867–1940; MEP, Pháp)                                          | Bổ nhiệm: Ngày 23 tháng 1 năm 1932 hoặc 10 tháng 1 năm 1933 (Giám mục Hiệu tòa Gadara; Đại diện Tông Tòa Hạt Đại diện Tông Tòa Kon Tum) Tấn phong: Ngày 23 tháng 6 năm 1937 |                                                                   | Hạt Đại diện Tông Tòa Kon Tum (tách từ Qui Nhơn) (1932?–1940) Hiệu tòa Gadara (1932?–1940)                                                                             | Gadara               | 1933–1940                        |
| 98  | Juan Casado Obispo Thuận (OP, Tây Ban Nha)                                                        | |                                                                   | Thái Bình | Barata               | 1936–1941                        |
| 99  | Gustave-Georges-Arsène Vandaele Vạn (MEP, Pháp)                                                   | |                                                                   | Hưng Hóa | Thaumacus            | 1936–1943                        |
| 100 | François-Arsène-Jean-Marie-Eugène Lemasle Lễ (1874–1946; MEP, Pháp)                               | Bổ nhiệm: Khoảng 1936–1937. (Giám mục Hiệu tòa Teuchyra; Đại diện Tông Tòa Hạt Đại diện Tông Tòa Huế) Tấn phong: Ngày 27 tháng 5 năm 1937 |                                                                   | Hạt Đại diện Tông Tòa Huế (1936?–1946) Hiệu tòa Teuchyra (1936?–1946)                                                                                                  | Teuchira             | 1937–1946                        |
| 101 | Félix-Maurice Hedde Minh (OP, Pháp)                                                               | |                                                                   | Lạng Sơn và Cao Bằng | Echinus              | 1939–1960                        |
| 102 | Gioan Cassaigne Sanh (1895–1973; MEP, Pháp)                                                       | Bổ nhiệm: Ngày 24 tháng 2 năm 1941 (Giám mục Hiệu tòa Gadara; Đại diện Tông Tòa Hạt Đại diện Tông Tòa Sài Gòn (Tây Đàng Trong cũ)) Tấn phong: Ngày 24 tháng 6 năm 1941 |                                                                   | Hạt Đại diện Tông Tòa Sài Gòn (1941–1955) Hiệu tòa Gadara (1941–1973)                                                                                                  | Gadara               | 1940–1955                        |
| 103 | Jean-Liévin-Joseph Sion Khâm (1890–1951; MEP, Pháp)                                               | Bổ nhiệm: Ngày 29 tháng 12 năm 1941 (Giám mục Hiệu tòa Mideo; Đại diện Tông Tòa Hạt Đại diện Tông Tòa Kon Tum) Tấn phong: Ngày 22 tháng 4 năm 1942 |                                                                   | Hạt Đại diện Tông Tòa Kon Tum (1941–1951) Hiệu tòa Mideo (1941–1951)                                                                                                   | Midaëum              | 1941–1951                        |
| 104 | Santos Ubierna Ninh (OP, Tây Ban Nha)                                                             | |                                                                   | Thái Bình | Lamdia               | 1942–1955                        |
| 105 | Paul Raymond-Marie-Marcel Piquet Lợi (1888–1966;MEP, Pháp)                                        | Bổ nhiệm: Ngày 11 tháng 11 năm 1943 (Giám mục Hiệu tòa Eriza; Đại diện Tông Tòa Hạt Đại diện Tông Tòa Qui Nhơn) Tấn phong: Ngày 18 tháng 1 năm 1944 --- Bổ nhiệm: Ngày 5 tháng 7 năm 1957 (Giám mục Hiệu tòa Eriza; Đại diện Tông Tòa Hạt Đại diện Tông Tòa Nha Trang (tách ra từ Qui Nhơn) --- Bổ nhiệm: Ngày 24 tháng 11 năm 1960. (Giám mục Chính toà Nha Trang)                                                                       |                                                                   | Hạt Đại diện Tông Tòa Qui Nhơn (1943–1957) Hạt Đại diện Tông Tòa Nha Trang (1957–1960) Giáo phận [chính toà] Nha Trang (1960–1966) Hiệu tòa Eriza (1943–1960)          | Eriza                | 1943–1957 1957–1966              |
| 106 | Jean-Maria Mazé Kim (MEP, Pháp)                                                                   | |                                                                   | Hưng Hóa | Sauatra              | 1945–1960                        |
| 107 | Réginald-André-Paulin-Edmond Jacq Mỹ (OP, Pháp)                                                   | |                                                                   | Lạng Sơn và Cao Bằng | Cerasa               | 1948–1960                        |
| 108 | Jean-Baptiste Urrutia Thi (1901–1979; MEP, Pháp)                                                  | Bổ nhiệm: Không rõ. (Giám mục Hiệu tòa Isauropolis; Đại diện Tông Tòa Hạt Đại diện Tông Tòa Huế) Tấn phong: Ngày 27 tháng 5 năm 1948 | Trong bình an và Tình yêu Chúa Kitô (In Pace et Caritate Christi) | Hạt Đại diện Tông Tòa Huế (1948–1960) Hiệu tòa Isauropolis (1948–1960) Tổng giám mục Hiệu tòa Carpathos (1960–1979)                                                    | Isauropolis          | 1948–1960                        |
| 109 | Paul-Léon Seitz Nguyễn Thượng Kim (1906–1984; MEP, Pháp)                                          | Bổ nhiệm: Ngày 19 tháng 6 năm 1952 (Giám mục Hiệu tòa Catula; Đại diện Tông Tòa Hạt Đại diện Tông Tòa Kon Tum) Tấn phong: Ngày 3 tháng 10 năm 1952 --- Bổ nhiệm: Ngày 24 tháng 11 năm 1960 Giám mục Chính toà Giáo phận Kon Tum |                                                                   | Hạt Đại diện Tông Tòa Kon Tum (1952–1960) Giáo phận [chính toà] Kon Tum (1960–1976) Hiệu tòa Catula (1952–1960)                                                        | Catula               | 1952–1975                        |

## Danh sách chi tiết
| STT | Thông tin cá nhân                                 | Bổ nhiệm và tấn phong | Khẩu hiệu Giám mục | Hạt Đại diện Tông Tòa/Giáo phận Hiệu tòa                                  |
| --- | ------------------------------------------------- | --- | ------------------ | ------------------------------------------------------------------------- |
| 1   | Pierre Lambert de la Motte (1624–1679; MEP; Pháp) | Bổ nhiệm: Ngày 29 tháng 7 năm 1658 (Giám mục Hiệu tòa Bérythe) Bổ nhiệm: Ngày 9 tháng 9 năm 1659 (Đại diện Tông Tòa Hạt Đại diện Tông Tòa Đàng Trong) Tấn phong: Ngày 11 tháng 6 năm 1660 |                    | Hạt Đại diện Tông Tòa Đàng Trong (1659–1679) Hiệu tòa Bérythe (1658–1679) |